# Litoporus secoya
Litoporus secoya là một loài nhện trong họ Pholcidae. Loài này được phát hiện ở Colombia.